# Высшие школы международного и политического образования
Высшие школы международного и политического образования (фр. Écoles des hautes études internationales et politiques, HEI-HEP) — свободное объединение Высшей школы международных отношений и Высшей политической школы, расположенных в Париже. Школы являются членами консультативного Академического совета при ООН, входящего в Экономический и социальный совет ООН.

## Высшая школа международных отношений
Высшая школа международных отношений была основана в 1904 году для подготовки студентов из разных стран к международной карьере. Школа выдаёт дипломы на уровне магистратуры. В 1986 году в школе был образован Центр дипломатических и стратегических исследований.

## Высшая политическая школа
Высшая политическая школа была основана в 1899 году французским социологом Эмилем Дюркгеймом, историком Шарлем Сэньобо и писателем Ромэном Ролланом как Высшая школа социальных исследований. В школе преподают методику системного политического, экономического и социального анализа.